# 伊藤洋仁
伊藤 洋仁（いとう ひろひと、1987年4月9日 - ）は静岡県沼津市出身のサッカー選手、サッカー指導者。現役時代のポジションはゴールキーパー。日本サッカー協会指導者ライセンス（公認B級）を保有している。

## 来歴
ジュビロ磐田ユースでは、元秋田守護神で同郷の松本拓也とプレー。中京大学FCでは、学生監督を務める。

## 所属クラブ
- ジュビロ磐田U-18
- 中京大学

## 指導歴
- 2008年 - 2019年 アスルクラロ沼津
  - 2008年 - 2013年 アカデミーコーチ
  - 2014年 - 2019年 トップチーム GKコーチ
- 2020年 - ブラウブリッツ秋田 GKコーチ